# 이진목
이진목(1965년 11월 1일~)은 대한민국의 연극 배우이다.

## 출연작

### 영화
- 1991년 《전국구》 - 조조 역
- 1996년 《세 친구》 - 우동 지배인 역
- 1997년 《베이비 세일》 - 회사 동료 역
- 1998년 《남자의 향기》 - 땅딸막 역
- 2000년 《시월애》 - 택시기사 역
- 2002년 《나쁜 남자》 - 손님 1 역
- 2002년 《라이터를 켜라》 - 수행원 1 역
- 2002년 《긴급조치 19호》 - 신사유선 카메라맨 역
- 2005년 《운수 좋은 날》 - 선배 기사 역
- 2006년 《애정결핍이 두 남자에게 미치는 영향》 - 제지회사원 1 역
- 2007년 《저수지에서 건진 치타》 - 사육사 역
- 2007년 《복면 달호》 - 모모나이트 사장 역
- 2015년 《은밀한 방문자》 - 용태 역
- 2018년 《숲속의 부부》 - 최 사장 역

### 드라마
- 1999년 MBC 《허준》
- 2000년 KBS2 《천둥소리》
- 2001년 MBC 《상도》
- 2002년 SBS 《야인시대》 - 마을 주민 역
- 2009년 SBS 《미남이시네요》 - 택배기사 역
- 2010년 SBS 《검사 프린세스》 - 검찰 조사받는 남자 역
- 2010년 MBC 《동이》
- 2010년 SBS 《자이언트》
- 2010년~2011년 SBS 《괜찮아, 아빠딸》 - TV 팔거냐고 물어보는 남자 역
- 2011년 SBS 《신기생뎐》 - 택시기사 역
- 2011년 SBS 《시티헌터》 - 송미진과 송도진의 아버지 역
- 2011년~2012년 SBS 《내 딸 꽃님이》 - 경비원 역
- 2012년 KBS2 《넝쿨째 굴러온 당신》 - 가구공방 사장에게 돈떼어먹은 남자 역
- 2012년 SBS 《신사의 품격》 - 택시기사 역
- 2012년 MBC 《아랑사또전》 - 상인 역
- 2012년 KBS2 《KBS 드라마 스페셜 - 또 한번의 웨딩》 - 혼수 물품 배달 기사 역
- 2013년 JTBC 《가시꽃》 - 최 형사 역
- 2013년 tvN 《응답하라 1994》 - 금은방 사장 역
- 2013년~2014년 SBS 《별에서 온 그대》 - 돌에 발이 끼인 남자 역
- 2014년 MBC 《왔다! 장보리》 - 택시기사 역
- 2014년 tvN 《연애 말고 결혼》 - 술 취한 손님 역
- 2014년~2015년 MBC 《전설의 마녀》 - 버스기사 역
- 2014년~2015년 OCN 《닥터 프로스트》 - 김명민 역
- 2015년 OCN 《실종느와르 M》 - 파업농성하는 직원 역
- 2015년 SBS 《이혼변호사는 연애중》 - 참외 파는 상인 역
- 2017년 SBS 《언니는 살아있다》
- 2018년 tvN 《백일의 낭군님》 - 책장수 역
- 2018년 KBS2 《하나뿐인 내 편》 - 수산시장 사장 역
- 2018년 KBS1 《비켜라 운명아》
- 2019년 KBS2 《너의 노래를 들려줘》 - 대리운전 부른 손님 역

### 교양
- 1993년~1999년 KBS1 《긴급구조 119》
- 2014년~2020년 MBN 《기막힌 이야기 실제상황》

### 연극
- 2011년 《외설》

## 경력
- 연극배우협회 회원